# Pyrrhogyra edocla
Espèce
Pyrrhogyra edocla est une espèce de lépidoptères (papillons) de la sous-famille des Biblidinae (famille des Nymphalidae).

## Dénomination
Pyrrhogyra edocla a été décrit en 1848 par Edward Doubleday.

### Sous-espèces
- Pyrrhogyra edocla edocla ; présent au Mexique, à Panama, au Guatemala, au Honduras, au Venezuela et en Colombie
- Pyrrhogyra edocla cuparina Bates, 1865 ; présent au Brésil.
- Pyrrhogyra edocla lysanias C. & R. Felder, 1862 ; présent en  Équateur et au Pérou.
- Pyrrhogyra edocla paradisea Maza & Maza, 1985 ; présent au Mexique.
- Pyrrhogyra edocla perscita Brévignon, 1996 ; présent en Guyane.

### Noms vernaculaires
Pyrrhogyra edocla se nomme Edocla Redring en anglais.

## Description
Pyrrhogyra edocla est un papillon d'une envergure d'environ 48 mm aux ailes antérieures concaves et postérieures à bord externe dentelé. Le dessus est de couleur blanche largement bordé de noir au bord costal et externe des ailes antérieures réservant deux taches blanches à chaque apex et largement bordé de noir au bord externe et interne des ailes postérieures avec un point rouge à l'angle anal .
Le revers est blanc avec une fine bordure marron du bord externe doublée d'une ligne rouge qui, aux ailes antérieures se continue le long du bord costal et délimite une tache blanche proche de l'apex et un rectangle le long du bord costal.

## Biologie

### Plantes hôtes
Les plantes hôtes de ses chenilles sont des Paullinia.

## Écologie et distribution
Pyrrhogyra edocla est présent au Mexique, à Panama, au Guatemala, au Honduras, au Venezuela et en Colombie,  en  Équateur, au Pérou, au Brésil et en Guyane.

### Biotope
Pyrrhogyra edocla réside dans tous types de forêts.

### Protection
Pas de statut de protection particulier.